# Ametiststare
Ametiststare (Cinnyricinclus leucogaster) är en liten, färgglad fågel i familjen starar, vanligt förekommande i Afrika söder om Sahara samt på delar av Arabiska halvön.

## Utseende och läte
Ametiststaren är en ganska liten stare som mäter 19 centimeter varav stjärten är sju centimeter. Den har jämförelsevis korta vingar, medellång stjärt, tydlig gul iris och uppvisar en stor sexuell dimorfism, det vill säga könen har mycket olika fjäderdräkter. Den adulta hanens ovansida och strupe ned till bröstet är purpurblå med ett praktfullt, violett skimmer. Bröst och buk är vita och vingpennorna svartbrunaktiga, med violetta yttre kanter. På ovansidan är honan brun med ljus bräm och undersidan är vit med bruna kraftiga fläckar. Ametiststaren är i allmänhet tämligen tystlåten.

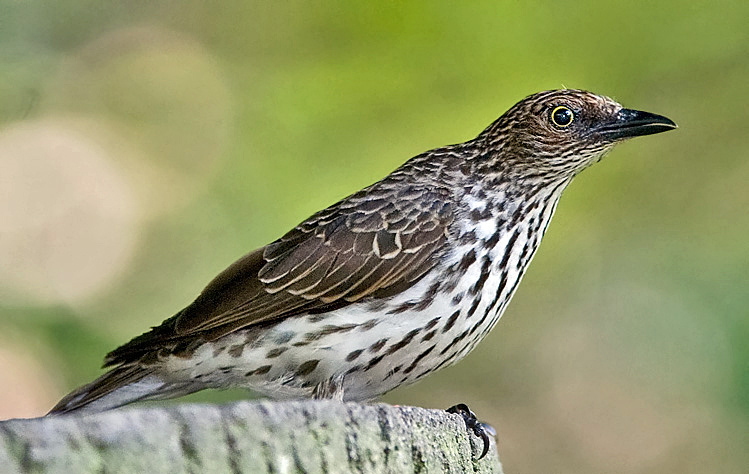
Adult hona.

## Utbredning och taxonomi
Ametiststare häckar i subsahariska Afrika, hela mellersta Afrika och en del av västra Arabiska halvön. Den delas vanligtvis upp i tre underarter med följande utbredning:
- Cinnyricinclus leucogaster leucogaster	– förekommer från Senegal till Etiopien, Gabon, Kongo-Kinshasa, Uganda, nordvästra Kenya och Tanzania.
- Cinnyricinclus leucogaster verreauxi – förekommer från södra Kongo-Brazzaville till södra Kongo-Kinshasa, Uganda, Kenya, Namibia och Sydafrika.
- Cinnyricinclus leucogaster arabicus – förekommer i norra Etiopien, Eritrea, östra Sudan, nordvästra Somalia och delar av Arabiska halvön (Jemen och Saudiarabien).

Den har även påträffats i Mauretanien, Israel och Förenade Arabemiraten samt i Oman.

## Ekologi
Ametiststare lever i familjegrupper på låglandslätter och i högre belägna trakter, dock inte långt från själva bergen. Den vistas nästan uteslutande i träd. Under häckningen lägger honan två till fyra blekblå ägg med rödbruna fläckar och ruvar dessa tolv till 14 dagar. Båda könen matar ungarna tills de är flygga efter ungefär 21 dagar.

## Status och hot
Arten har ett stort utbredningsområde och en stor population, men tros minska i antal, dock inte tillräckligt kraftigt för att den ska betraktas som hotad. IUCN kategoriserar därför arten som livskraftig (LC). Världspopulationen har inte uppskattats, men den beskrivs som vanlig eller mycket vanlig i hela utbredningsområdet.